# Winston Bennett
Winston George Bennett III (Louisville, Kentucky, 9 de febrero de 1965) es un exjugador de baloncesto estadounidense. Con 2.01 de estatura, su puesto natural en la cancha era el de alero.  Después de retirarse ha ejercido como entrenador asistente, y principal de diversas universidades americanas.